# Sociedade Planetária
A Sociedade Planetária é uma Organização não governamental (ONG) americana com atuação internacional sem fins lucrativos fundada em 1980, com sede em Pasadena, na Califórnia, por Carl Sagan, Bruce C. Murray e Louis Friedman, dedicada a defender diversos projetos de pesquisa relacionados à astronomia, Ciência planetária e Exploração espacial, tem mais de 50.000 membros em mais de 100 países ao redor do mundo. Atualmente o CEO da Sociedade Planetária é o engenheiro e divulgador científico Bill Nye.

## História
A The Planetary Society (Sociedade Planetária) foi fundada em 1980 por Carl Sagan, Bruce Murray e Louis Friedman como promotora do suporte público à exploração espacial e a busca de vida extraterrestre. Até sua morte em 1996 a sociedade foi liderada por Sagan, que usou sua fama e influência política para afetar o clima político do período, incluindo proteger o SETI em 1980 de ser cancelado pelo congresso americano. Durante os anos 80 e 90, a Sociedade promoveu sua agenda científica e tecnológica, que levou ao aumento do interesse na exploração espacial usando rovers e a missão New Horizons da NASA a Plutão.